# Philippe de Souabe
Philippe Ier de Souabe né Philippe de Hohenstaufen (février/mars 1177 † 21 juin 1208 à Bamberg) fut roi de Germanie de 1198 à 1208, élu peu de temps avant Otton IV de Brunswick, dans le cadre de la rivalité durable qui allait opposer les Hohenstaufen aux Guelfes à la mort de l'empereur Henri VI. Il fut aussi margrave de Toscane (1195-1208) et duc de Souabe (1196-1208).

## Biographie
Philippe naît autour de 1177, l'année où son père, l'empereur Frédéric Barberousse, est couronné roi d'Arles, dont il détient les droits du chef de sa deuxième femme, la comtesse Béatrice Ire de Bourgogne, fille unique et héritière de Renaud III de Bourgogne, comte de Haute-Bourgogne et d'Agathe de Lorraine. Philippe est par conséquent le frère cadet de l'empereur Henri VI et le plus jeune des fils de Frédéric et Béatrice.
Dès sa plus tendre enfance, il est voué à l'Église et devient prévôt d'Aix-la-Chapelle. En 1190 ou 1191, il est nommé évêque de Wurzbourg. Après avoir accompagné Henri VI dans son voyage en Italie en 1191, Philippe abandonne la carrière ecclésiastique et, en 1195, il retourne en Italie, où il est fait duc de Toscane, avec en dotation les "biens de Mathilde" (c'est-à-dire les territoires ayant autrefois appartenu à Mathilde de Canossa). À la mort de son frère aîné Conrad en 1196, il devient duc de Souabe.
La mort d'Henri VI, qui laisse comme successeur au trône impérial son fils, le très jeune Frédéric (le futur Frédéric II), des désordres importants éclatent entre la famille Hohenstaufen et ceux qui refusent l'idée d'un empereur mineur. Pour défendre les intérêts de son neveu, Philippe accepte la couronne et il est élu roi des Romains au mois de mars 1198, au cours de la diète tenue à Mühlhausen. Il est couronné le 8 septembre 1198, devenant ainsi la nouvelle référence des Gibelins en Italie. Cela déplait au pape Innocent III, qui prend le parti d'Otton IV de Brunswick, second fils du duc de Saxe Henri le Lion. Ce dernier accepte des sacrifices immenses : il renonce à l'intervention impériale dans les élections épiscopales en Germanie, abandonne toute idée de suzeraineté sur la ville de Rome ou de souveraineté sur la Sicile, qui redeviendrait vassale du Saint-Siège, etc. Le pape fait élire Othon roi des Romains à Cologne le 9 juin 1198, avant de le couronner le 12 juillet 1198. Dans le conflit qui s'ensuit, Philippe de Souabe est soutenu par le roi Philippe II de France, tandis que la monarchie anglaise défend Othon, auquel le lient des liens familiaux. Les Welf sont définitivement battus le 27 juillet 1206 lors de la bataille de Wassenberg.
En 1201-1202, Philippe, toujours à la tête du Saint-Empire mais non sacré par le pape, héberge un temps Alexis IV Ange, prétendant au trône de Constantinople chassé par son oncle, ce qui sera à l'origine du détournement de la quatrième croisade vers Constantinople.
L'archevêque de Cologne (Adolphe), qui soutenait jusqu'alors la cause guelfe, rejoint finalement le parti de Philippe, celui-ci est de nouveau couronné et en 1208, le pape lui-même finit par le reconnaître comme empereur.

## Mort
Le 21 juin 1208, il meurt poignardé à l'âge de 32 ans à Bamberg (250 km au nord de Munich en Bavière) par son allié Otton de Wittelsbach (exécuté le 5 mars 1209), comte palatin de Bavière, qu'il aurait mortellement offensé en lui refusant la main de sa fille. Le clan des Andechs fut accusé de lui avoir prêté main-forte, ce qui leur valut d'être privés de leurs biens et contraints de fuir en Hongrie.
Son épouse Irène, qui s'était enfuie après son assassinat, meurt le 27 août de la même année des suites de l'accouchement d'un enfant, mort-né.
Réélu à Francfort le 11 novembre 1208, Otton IV de Brunswick peut alors recevoir la couronne impériale du pape Innocent III le 4 octobre 1209.
Parmi les actes octroyés par Philippe, on peut noter la confirmation de la charte d'Albert de Cuyck aux bourgeois de Liège datée du 3 juin 1208. Jamais couronné empereur, il se faisait appeler, dans les actes de sa propre chancellerie, Philippe II en référence à l'empereur romain Philippe du IIIe siècle.

## Mariage et descendance
Il avait épousé en mai 1197 Irène Ange de Constantinople (1172-1208), fille de l'empereur byzantin Isaac II Ange, et veuve de Roger III de Sicile, décrite par Walther von der Vogelweide comme "une rose sans épines, une colombe sans tromperie".
Elle lui donna sept enfants dont trois meurent en bas âge :
- Béatrice (1198 † Nordhausen, le 11 août 1212), qui épouse en 1212 le futur empereur germanique Othon IV de Brunswick, et meurt quelques jours après la cérémonie ;
- Marie (1200     † Louvain, 1235), qui épouse en août 1215 le duc Henri II de Brabant (1207 † 1248) ;
- Reginald (vers 1201 † jeune), enterré à l'abbaye de Lorsch ;
- Cunégonde (1202 † 13 septembre 1248), qui épouse en 1224 le roi     Venceslas Ier de Bohême (1205 † 1253) ;
- Élisabeth, aussi appelée Béatrice après la mort de sa sœur aînée (1203 † Toro, 30 novembre 1235), qui épouse en 1219 Ferdinand III, roi de Castille et de León (v.1200 † 1252) ;
- Frédéric (vers 1205 † jeune), enterré à l'abbaye de Lorsch ;
- Béatrice (août 1208, posthume, qui ne vit que quelques heures, enterrée à l'abbaye de Lorsch).